# Persone di nome Alexandru/Calciatori
| Questa pagina contiene informazioni ricavate automaticamente dalle voci biografiche con l'ausilio del template Bio e di un bot. L'aggiornamento è periodico e automatico e ricostruisce completamente la pagina. Se manca una persona in questa lista, sei pregato di non aggiungerla, ma accertati piuttosto che la sua voce biografica contenga il template Bio e che i dati anagrafici siano correttamente compilati. Se il template Bio manca, inseriscilo tu stesso o, in alternativa, metti l'avviso {{tmp\|Bio}} che ne segnala la mancanza. Se i dati riportati sono sbagliati, correggi direttamente la voce biografica; le modifiche saranno visibili in questa lista entro pochi giorni. Per chiarimenti vedi il progetto antroponimi. La lista contiene solo le 63 persone che sono citate nell'enciclopedia e per le quali è stato implementato correttamente il template Bio. Pagina aggiornata al 22 lug 2025. |

Questa è una lista di persone presenti nell'enciclopedia che hanno il nome Alexandru e sono calciatori.

## A(1)
- Alexandru Antoniuc, calciatore moldavo (Chișinău, n. 1989)

## B(8)
- Alexandru Bejan, ex calciatore moldavo (Chișinău, n. 1996)
- Alexandru Benga, calciatore rumeno (Brașov, n. 1989)
- Alexandru Boiciuc, calciatore moldavo (Chișinău, n. 1997)
- Alexandru Borbely, calciatore rumeno (n. 1900 - † 1987)
- Alexandru Bourceanu, ex calciatore rumeno (Mizil, n. 1985)
- Alexandru Buzbuchi, calciatore rumeno (Costanza, n. 1993)
- Alexandru Buziuc, calciatore rumeno (Suceava, n. 1994)
- Alexandru Băluță, calciatore rumeno (Craiova, n. 1993)

## C(9)
- Alexandru Cheltuială, ex calciatore moldavo (Chișinău, n. 1983)
- Alexandru Chipciu, calciatore rumeno (Brăila, n. 1989)
- Alexandru Cicâldău, calciatore rumeno (Medgidia, n. 1997)
- Alexandru Ciucur, ex calciatore rumeno (Dorohoi, n. 1990)
- Alexandru Coman, calciatore rumeno (Bucarest, n. 1991)
- Alexandru Covalenco, ex calciatore moldavo (Tiraspol, n. 1978)
- Alexandru Crețu, calciatore rumeno (Pașcani, n. 1992)
- Alexandru Cuedan, calciatore rumeno (Arad, n. 1910 - Arad, † 1976)
- Alexandru Curtean, ex calciatore rumeno (Sibiu, n. 1987)

## D(2)
- Alexandru Dandea, calciatore rumeno (Drăgășani, n. 1988)
- Alexandru Dedov, calciatore moldavo (Chișinău, n. 1989)

## E(1)
- Alexandru Epureanu, ex calciatore moldavo (Chișinău, n. 1986)

## G(4)
- Alexandru Gațcan, ex calciatore moldavo (Chișinău, n. 1984)
- Alexandru Golban, ex calciatore moldavo (Chișinău, n. 1979)
- Alexandru Sergiu Grosu, ex calciatore moldavo (Chișinău, n. 1986)
- Alexandru Pantea, calciatore rumeno (Bucarest, n. 2003)

## I(3)
- Alexandru Ioniță, ex calciatore rumeno (Bucarest, n. 1989)
- Alexandru Ioniță, calciatore rumeno (Bucarest, n. 1994)
- Alexandru Ișfan, calciatore rumeno (Mioveni, n. 2000)

## K(1)
- Alexandru Kozovits, calciatore rumeno (Timișoara, n. 1899)

## L(2)
- Alexandru Lazăr, calciatore rumeno (Bucarest, n. 1991)
- Alexandru Leu, ex calciatore moldavo (Ialoveni, n. 1991)

## M(9)
- Alexandru Mateiu, calciatore rumeno (Brașov, n. 1989)
- Alexandru Mățel, ex calciatore rumeno (Costanza, n. 1989)
- Alexandru Maxim, calciatore rumeno (Piatra Neamț, n. 1990)
- Alexandru Maxim, calciatore moldavo (Chișinău, n. 1986)
- Alexandru Meszaros, calciatore romeno (Târgu Mureș, n. 1933 - † 2016)
- Alexandru Mitriță, calciatore rumeno (Craiova, n. 1995)
- Alexandru Munteanu, calciatore rumeno (Mediaș, n. 1987)
- Alexandru Musi, calciatore rumeno (Bucarest, n. 2004)
- Alexandru Mățan, calciatore rumeno (Galați, n. 1999)

## N(2)
- Alexandru Neacșa, calciatore rumeno (Drăgășani, n. 1991)
- Alexandru Neagu, calciatore rumeno (Bucarest, n. 1948 - Bucarest, † 2010)

## O(2)
- Alexandru Onica, ex calciatore moldavo (Drăsliceni, n. 1984)
- Alexandru Oroian, calciatore rumeno (Mediaș, n. 2001)

## P(5)
- Alexandru Pașcanu, calciatore rumeno (Bârlad, n. 1998)
- Alexandru Pașcenco, calciatore moldavo (Tiraspol, n. 1989)
- Alexandru Pițurcă, ex calciatore rumeno (Bucarest, n. 1983)
- Alexandru Adrian Popovici, calciatore rumeno (Timișoara, n. 1988)
- Alexandru Păcurar, ex calciatore rumeno (Cluj-Napoca, n. 1982)

## R(1)
- Alexandru Răuță, calciatore rumeno (Pitești, n. 1992)

## S(5)
- Alexandru Schwartz, calciatore rumeno (Târgu Mureș, n. 1909 - Arad, † 1994)
- Alexandru Scripcenco, calciatore moldavo (Tiraspol, n. 1991 - † 2023)
- Alexandru Stan, calciatore rumeno (Bucarest, n. 1989)
- Alexandru Starîș, calciatore moldavo (Chișinău, n. 1995)
- Alexandru Suvorov, ex calciatore moldavo (Chișinău, n. 1987)

## T(2)
- Alexandru Tudorie, calciatore rumeno (Galați, n. 1996)
- Alexandru Tudose, ex calciatore rumeno (Galați, n. 1987)

## V(4)
- Alexandru Vagner, calciatore rumeno (Azuga, n. 1989 - Brasov, † 2022)
- Alexandru Vlad, calciatore rumeno (Sighetu Marmației, n. 1989)
- Alexandru Vodă, calciatore rumeno (Craiova, n. 1998)
- Alexandru Vremea, ex calciatore moldavo (Ialoveni, n. 1991)

## Z(1)
- Alexandru Zotincă, ex calciatore rumeno (Sibiu, n. 1977)

## Ț(1)
- Alexandru Țigănașu, calciatore rumeno (Săveni, n. 1990)